# جوسو پیکالیستو

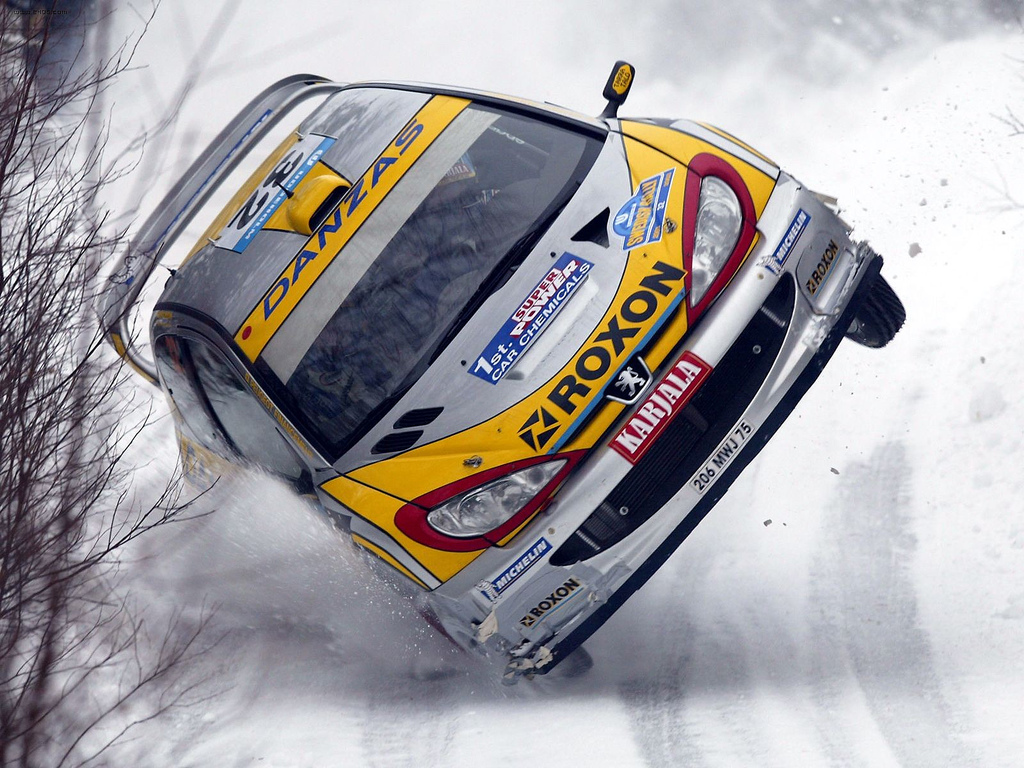
جوسو پیکالیستو در حال رانندگی با پژو ۲۰۶ دبیلوآرسی در مسابقات رالی سوئد

جوسو پیکالیستو  (به فنلاندی: Juuso Pykälistö) (زاده ۲۱ مه ۱۹۷۵) راننده رالی اهل کشور فنلاند است.
وی عضو تیم‌های پژو و سیتروئن بوده و تاکنون دو بار قهرمان رالی قطب شمال شده است.